# كريشنا موهان سيث
كريشنا موهان سيث (بالهندية: कृष्ण मोहन सेठ)‏ (بالإنجليزية: Krishna Mohan Seth)‏ هو سياسي هندي، ولد في 19 ديسمبر 1939 بالله أباد في الهند. انتخب List of governors of Tripura ‏.